# Don't Tell Me That It's Over
"Don't Tell Me That It's Over" je pjesma škotske pjevačice Amy Macdonald s njezinog drugog studijskog albuma A Curious Thing. Pjesma je objavljena 26. veljače 2010. godine u Njemačkoj. Pjesmu je napisala Macdonald.

## Videospot
Spot za pjesmu "Don't Tell Me That It's Over" objavljen je 10. veljače 2010. godine. U spotu Macdonald se nalazi na krovu zgrade i svira gitaru. U spotu su uključeni prizori iz prirode.

## Popis pjesama
Njemački CD singl
1. "Don't Tell Me That It's Over" – 3:15
2. "Town Called Malice" – 2:47

Britanski CD singl
1. "Don't Tell Me That It's Over" – 3:15

## Top liste
| Top lista (2010.)      | Najviša pozicija |
| ---------------------- | ---------------- |
| Austrija               | 10               |
| Belgija (Flandrija)    | 2                |
| Belgija (Valonija)     | 7                |
| Europa                 | 18               |
| Finska                 | 20               |
| Hrvatska               | 14               |
| Nizozemska             | 29               |
| Njemačka               | 6                |
| Španjolska             | 8                |
| Švicarska              | 4                |
| Ujedinjeno Kraljevstvo | 48               |

| Tjedan   | 4  | 5  | 6  | 7  | 8  | 9  |
| -------- | -- | -- | -- | -- | -- | -- |
| Pozicija | 38 | 17 | 14 | 15 | 20 | 26 |

## Povijest objavljivanja
| Regija   | Datum             | Kuća            | Format                       |
| -------- | ----------------- | --------------- | ---------------------------- |
| Njemačka | 26. veljače 2010. | Mercury Records | Digitalni download, CD singl |
| Austrija | 26. veljače 2010. | Mercury Records | Digitalni download, CD singl |
| SAD      | 9. ožujka 2010.   | Mercury Records | CD singl                     |